# Diplotaxis icarus
Diplotaxis icarus är en skalbaggsart som beskrevs av Mccleve 1993. Diplotaxis icarus ingår i släktet Diplotaxis och familjen Melolonthidae. Inga underarter finns listade i Catalogue of Life.